# 91 Buchanan Street

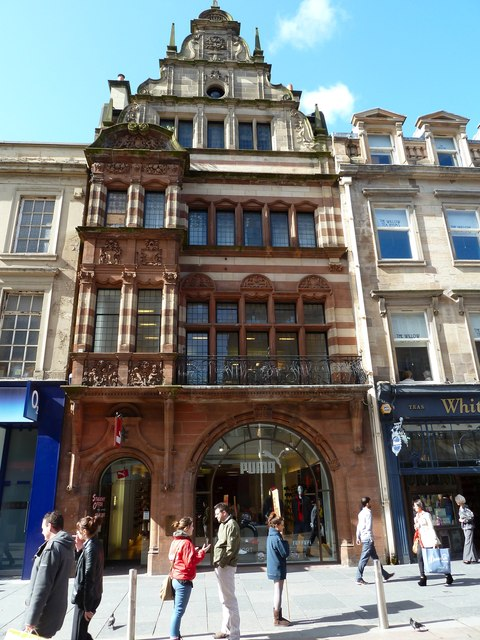
91 Buchanan Street

Unter der Adresse 91 Buchanan Street in der schottischen Stadt Glasgow befindet sich ein Geschäftsgebäude. 1970 wurde das Bauwerk in die schottischen Denkmallisten in der höchsten Denkmalkategorie A aufgenommen.

## Geschichte
Im Jahre 1895 erwarb Catherine Cranston, die im folgenden Jahrzehnt auch die Willow Tearooms eröffnen sollte, das Grundstück. Im folgenden Jahr wurde das heutige Gebäude nach einem Entwurf des schottischen Architekten George Washington Browne erbaut. Für die Detailausgestaltung zeichnen George Henry Walton und Charles Rennie Mackintosh verantwortlich. Im Mai 1897 wurde das Teelokal als Miss Cranston’s Tea Rooms eröffnet. Zwischen 1968 und 1971 wurde der Innenraum umgestaltet, um den Bedürfnissen einer Bank gerecht zu werden. In der Folge richtete die Clydesdale Bank dort eine Filiale ein.
Im Laufe der 1890er Jahre wurde das Gebäude in fünf architektonischen Fachpublikationen thematisiert. Im Laufe des 20. Jahrhunderts folgten mehrere Erwähnungen in der Fachliteratur.

## Beschreibung
Das dreistöckige Gebäude mit Mansardgeschoss steht an der Buchanan Street, einer Fußgängerzone im Zentrum Glasgows. Es ist im Stile der flämischen Architektur im Neorenaissancestil ausgestaltet. Die ostexponierte Frontfassade ist mit alternierenden Bändern aus rotem und cremefarbenem Sandstein verziert. Sie ist asymmetrisch aufgebaut. In einer rundbögigen Aussparung rechts ist heute ein flächiges Schaufenster mit Eingang zum heute dort befindlichen Ladengeschäft zu finden. Der ursprüngliche rundbögige Eingang befindet sich links. Darüber kragt ein zweistöckiger Erker aus. Er ist aufwändig ornamentiert und schließt mit einem ornamentierten Giebel mit Akroterion. Oberhalb des Ladens zieht sich ein Balkon auf geschwungenen Kragsteinen mit schmiedeeiserner Balustrade entlang der Fassade. Er ist über den Erker fortgeführt. Die dahinterliegenden Fenster sind durch steinerne Fensterpfosten getrennt und alternierend mit ornamentierten Segmentbogengiebeln verdacht. Im abschließenden, aufwändig gestalteten Volutengiebel flankieren schmale Zwillingsfenster ein einzelnes Fenster. Der Giebel ist mit Pilastern, einem Relief sowie Obelisken und Akroterion ornamentiert.